# Lipski Młyn
Lipski Młyn – osada w Polsce, w województwie pomorskim, w powiecie starogardzkim, w gminie Kaliska, wchodzi w skład sołectwa Cieciorka.
Do 2023 miejscowość była osadą wsi Cieciorka.
Osada Lipski Młyn, usytuowana wśród kompleksów leśnych Nadl. Kaliska, jest położona na północno-wschodnim krańcu gminy Kaliska, nad rzeczką wpływającą do jeziora Struga, tuż przy granicy z gminą Zblewo. Jest to jedyna osada o takiej nazwie w Polsce. Nazwę swoją zawdzięcza zapewne od młyna, który dał jej początek. Pierwotnie nosiła ona nazwę Lipska Piła lub Lipska Piłka, od istniejącego wraz z młynem tartaku (piły). W XIX wieku nosiła niemiecką nazwę Lipsche Mülle oraz Lippe Muchl. Nazwa Lipska Piła, jest wymieniana m.in. w księdze chrztów parafii Zblewo, z 1726 roku.
Według stanu na koniec 2007 roku, osada liczyła 15 mieszkańców zameldowanych na pobyt stały.
Do roku 1955, w którym to na podstawie ustawy o reformie podziału administracyjnego utworzono gromadę Kaliska, osada Lipski Młyn, pozostawała w powiecie kościerskim, w gminie Stara Kiszewa.
W latach 1975–1998 miejscowość administracyjnie należała do województwa gdańskiego.